# Sanja Vučić
Sanja Vučić (en alfabet ciríl·lic, Сања Вучић), nascuda el 8 d'agost del 1993, és una cantant sèrbia. És coneguda al seu país per haver estat membre del grup ZAA, però internacionalment, per haver representat Sèrbia al Festival d'Eurovisió l'any 2016 amb la cançó "Goodbye" (en català, Adéu).

## Discografia

### Singles

#### En solitari
| Any  | Títol                            | Àlbum            |
| ---- | -------------------------------- | ---------------- |
| 2016 | "Goodbye (Shelter) / Iza osmeha" | Non-album single |

#### En grup
| Any  | Títol                                  | Àlbum             |
| ---- | -------------------------------------- | ----------------- |
| 2014 | "Underground Riot" (Y.O.X feat. Sanja) | Non-album singles |
| 2014 | "Želje" (Mr.Rabbit feat. Sanja)        | Non-album singles |